# Eutimio Tornicio
Eutimio Tornicio o Tornice in greco Εὐθύμιος Τορνίκης/Τορνίκιος? (prima del 1181 – dopo il 1222) è stato un religioso, scrittore e retore bizantino.

## Biografia
Eutimio era il figlio del logothetes tou dromou Demetrio Tornicio, nonché membro della principesca famiglia dei Tornicio, di origine armena o georgiana, entrata a servizio dell'Impero bizantino nella metà del X secolo. Nei documenti è citato come diacono nel 1181 e morto nel Despotato d'Epiro dopo il 1222. Lo ricordiamo soprattutto per i suoi discorsi di retorica, di cui si sono conservati principalmente quelli del periodo dal 1200 al 1205; per il suo panegirico sul fallito colpo di stato di Giovanni Axuch Comneno; per le sue monodie sulla morte di suo padre o del suo parente nonché amico più intimo, il metropolita di Neopatria Eutimio Malace. Secondo Aleksandr Každan le sue "opere di retorica sono molto convenzionali", con solo la monodia sulla morte del padre che denota un tocco personale "descrivendo sia le caratteristiche familiari che, teneramente, la morte di Demetrio".